# Георг I фон Шьонбург-Глаухау
Георг I фон Шьонбург-Глаухау (на немски: Georg II von Schoenburg-Glauchau; * 1529, Глаухау; † 13 септември 1585, Граслиц (Краслице), Бохемия) е фрайхер, господар на Шьонбург-Глаухау в Саксония.

## Произход
Той е син на фрайхер Ернст II фон Шьонбург-Валденбург (1486 – 1534) и съпругата му бургграфиня Амалия фон Лайзниг (1508 – 1560), наследничка на Пениг, дъщеря на бургграф Хуго фон Лайзниг († 1538) и Доротея Шенк фон Ландсберг († 1532). Брат е на Хуго I (1530 – 1566/1584), господар Шьонбург-Лихтенщайн-Ной-Шьонбург, и на Волф II (1532 – 1581), господар на Шьонбург-Глаухау-Валденбург-Векселбург.
Клоновете Шьонбург-Валденбург, Шьонбург-Хартенщайн съществуват до днес като Шьонбург-Глаухау.

## Фамилия
Първи брак: на 25 декември 1547 г. с графиня Доротея фон Мансфелд-Фордерорт (* 1519; † 23 април 1550), дъщеря на граф Ернст II фон Мансфелд-Фордерорт (1479 – 1531) и Доротея фон Золм-Лих (1493 – 1578). Бракът е бездетен.
Втори брак: на 12 декември 1551 г. в Глаухау с Доротея Ройс-Грайц (* 1522; † 21 август 1572), дъщеря на Хайнрих XIII Ройс цу Грайц († 1535), господар на Ройс-Плауен, цу Грайц, Обер-Кранихфелд и Шауенфорст, и Амалия фон Мансфелд († сл. 1557). Те имат децата:
- Анна фон Шьонбург-Глаухау (* 11 февруари 1552; † между 1 януари 1595 – 9 март 1595), омъжена на 17 октомври 1569 г. в Глаухау за граф Бодо II фон Регенщайн-Бланкенбург (* 7 януари 1531; † 4 октомври 1594)
- Барбара фон Шьонбург-Глаухау (* 11 февруари 1552; † 156?)
- Ханс Хойер фон Шьонбург-Глаухау-Валденбург (* 11 март 1553; † 15 октомври 1576), господар на Шьонбург-Глаухау-Валденбург, женен на 4 март 1576 г. в Глаухау за Мария Юлиана фон Золмс-Лих (* 28 май 1559; † 27 септември 1622), бездетен
- Маргарета фон Шьонбург-Глаухау (* 1554; † 29 юни 1606), омъжена I. на 21 септември 1568 г. за граф Вилхелм фон Хонщайн-Фирраден-Швет († 11 февруари 1570), II. на 7 декември 1572 г. в Глаухау за граф Йохан Георг I фон Золмс-Лаубах (* 26 ноември 1547; † 19 август 1600)
- Амалия фон Шьонбург-Глаухау(* 1555; † 3 февруари 1617)
- Кристоф Фридрих фон Шьонбург-Глаухау (1563 – 1567)
- Александер фон Шьонбург-Глаухау (1563 – 1580)
- Петер фон Шьонбург-Глаухау (1563 – 1568)
- дъщеря фон Шьонбург-Глаухау (*/† 11 ноември 1567)

Трети брак: на 17 юли 1581 г. с Катарина Агата фон Путбус (* 1549; † 20 април 1608, вдовица на Каспар Улрих XI фон Регенщайн-Бланкенбург (1532 – 1575), дъщеря на Георг I фон Путбус (1519 – 1563) и Анна Катарина фон Хоенщайн (1502 – 1567). Те имат един син:
- Август фон Шьонбург-Глаухау (* 20 август 1583; † 3 октомври 1610)